# Trichinellidae
Trichinellidae is een familie van de rondwormen. Volgens de Catalogue of Life heeft deze familie drie geslachten:
- Trichinella
- Trichosomoides
- Trichuris (zweepwormen)